# El guaraguao
El guaraguao es un cuento del escritor ecuatoriano Joaquín Gallegos Lara, publicado en 1930 como parte del libro de cuentos Los que se van. La trama relata la historia de amistad entre un montubio y un guaraguao que se enfrenta contra aves de su misma especie para defender el cuerpo de su amo luego de ser asaltado. Es uno de los cuentos más conocidos del autor, además de ser considerado una de las obras emblemáticas de la literatura ecuatoriana realista de la década de los 30.
El cuento fue adaptado al teatro por el dramaturgo José Martínez Queirolo.
De acuerdo a la Real Academia Española, la palabra guaraguao es un vocablo de origen caribeño usado para designar aves rapaces diurnas de la familia falconiformes. En el cuento, Gallegos Lara define guaraguao como "un capitán de los gallinazos", "el que huele de más lejos la podredumbre de las bestias muertas para dirigir el enjambre".

## Argumento
Chancho-rengo era un montubio que se dedicaba a la venta de plumas de garza, las mismas que cazaba con la ayuda de Alfonso, un guaraguao que había criado desde polluelo y que lo acompañaba todo el tiempo. Un día en que Chancho-rengo vende muchas más plumas de lo habitual, los hermanos Sánchez deciden seguirlo para robarle. En medio de la oscuridad del monte lo atacan con machetes y roban el dinero, pero luego son aullentados por los picotazos de Alfonso. Chancho-rengo agoniza en el suelo mientras Alfonso empieza a defenderlo de los gallinazos que intentan devorarlo. Posteriormente aparece otro guaraguao con quien Alfonso pelea encarnizadamente. A los ocho días encuentran el cuerpo de Chancho-rengo junto con el cadáver de Alfonso a su lado. El cuerpo de Chancho-rengo no tenía ni una sola marca de picotazos.

## Estilo
Como es característico en los cuentos de los integrantes del Grupo de Guayaquil, la acción del relato tiene lugar en un ambiente rural y retrata a un protagonista que vive en medio de la pobreza y la exclusión. La narración del cuento reproduce el habla coloquial del pueblo montubio y contiene en su mayoría descripciones austeras de los personajes y eventos. De acuerdo a la crítica literaria Alicia Ortega Caicedo, a pesar de que el relato tiene un corte localista, alcanza una resonancia universal.